# Shimao
Shimao (chinois : 石峁 ; pinyin : Shímǎo) est un site néolithique du Xian de Shenmu, province du Shaanxi, en Chine. Ce site est situé dans la partie nord du plateau de Loess, à l'extrémité sud du désert d'Ordos. Il est daté d'environ 2000 avant J.-C, vers la fin de la période Longshan. C'est le plus grand site fortifié connu de cette période en Chine, avec 400 ha,.
La ville était entourée de murs de pierre intérieurs et extérieurs, contrairement aux murs de terre battue typiques des sites de Longshan rencontrés dans la plaine centrale et le Shandong. Les enceintes, comportant portes, tourelles et tours de guet, avaient une épaisseur moyenne de 2,5 mètres, avec des périmètres respectifs d'environ 4200 m et 5700 m. Le premier site, le « centre du palais », était une grande pyramide à gradins reposant sur une colline de Lœss qui avait été retravaillée pour former 11 plates-formes. Chacune d'elles était renforcée par des contreforts en pierre. Au sommet de cette pyramide, des palais de terre battue ont été construits. Le centre-ville contenait une plate-forme aux murs de pierre, interprétée comme un complexe de palais, et un ensemble dense de zones résidentielles, de cimetières et d'ateliers d'artisanat. Les caractéristiques inhabituelles comprennent du jade incrusté dans les murs de la ville, peut-être pour fournir une protection spirituelle, et des peintures de motifs géométriques sur les murs intérieurs. De nombreux crânes humains ont été trouvés sous la porte de la ville, suggérant des sacrifices rituels lors de la construction,,.
Des pratiques telles que le travail du bronze, la culture du blé, de l'orge, l'élevage des moutons, des chèvres et du bétail semblent apparaître ici plus tôt qu'ailleurs en Chine, montrant que ses habitants communiquaient avec des peuples d'Europe de l'Ouest, via de vastes réseaux commerciaux.

## Galerie

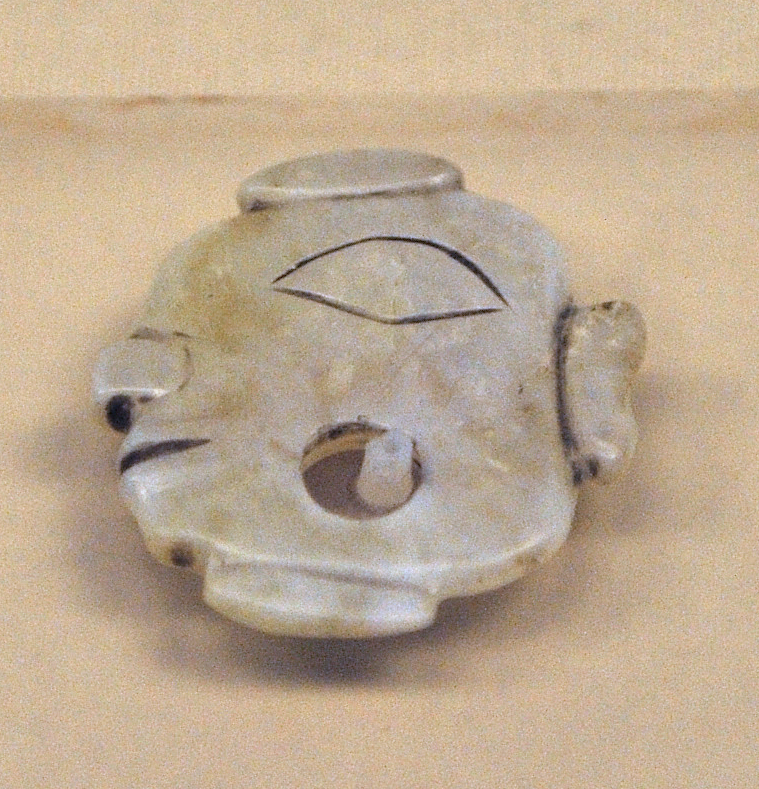
Tête en jade, Shaanxi History Museum
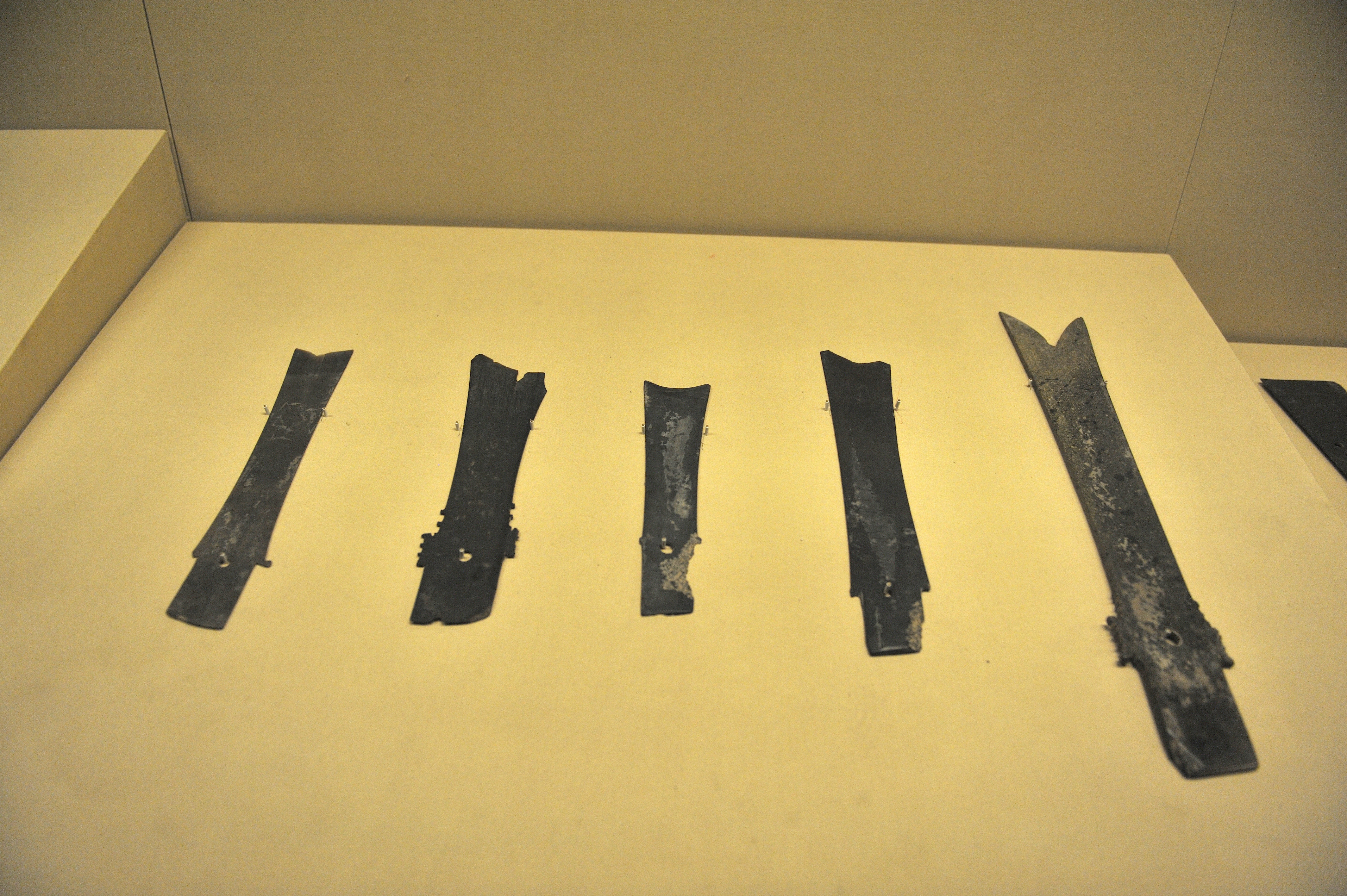
Lames de jade, déterrées sur le site de Shijie dans le Shaanxi